# Meu Japão Brasileiro
Meu Japão Brasileiro é um filme de comédia brasileiro, produzido em 1964 e lançado em 1965, dirigido por Glauco Mirko Laurelli e roteirizado, produzido e estrelado por Amácio Mazzaropi. Filmado na Companhia Cinematográfica Vera Cruz e Fazenda da Santa, em Taubaté, com distribuição da PAM Filmes. Conta com trilha sonora de Hector Lagna Fietta e números musicais com Mazzaropi e Célia Watanabe, dublada por Rosa Pardini. Os títulos e créditos de abertura são animações em table-top de Roberto Miller e Regis Chieregatti, inspirados em temas tradicionais japoneses.

## Sinopse
Numa região de agricultores em um povoado do interior do Brasil, o plantador de arroz Fofuca e sua esposa Magnólia são donos de uma fazenda, onde administram a Pensão Nipo-Brasileira, que abriga em sua maior parte trabalhadores de ascendência japonesa. Todos são explorados pelo tirano Seu Leão, subdelegado e único comerciante da cidade, que por preconceito, detesta os japoneses. Fofuca, juntamente com a professora, o prefeito, o vigário local e Mário, filho caçula de Leão, se aliam aos trabalhadores rurais e organizam uma cooperativa, para ira de Leão, que começa com o filho mais velho Roberto e seus capangas, uma campanha de intimidação contra eles. Magnólia é raptada e dada como morta, as casas são queimadas, há uma tentativa de assassinato ao vigário e os japoneses são hostilizados e culpados pelo ocorrido. Durante o casamento de Mário com uma nissei florista, há uma tentativa de invasão e quebra-quebra por parte dos moradores da região contra os japoneses e apenas Fofuca é capaz de esclarecer tudo e desmascarar as tramoias de Leão.

## Elenco
- Amácio Mazzaropi - Fofuca
- Geny Prado - Magnólia
- Reynaldo Martini - Seu Leão
- Elk Alves - Mário
- Célia Watanabe - Nissei
- Adriano Stuart - Roberto
- Zilda Cardoso - Professora
- Rosa Miyake - Liu
- Carlos Garcia - Raul
- Francisco Gomes - vigário
- Judith Barbosa - Dona Inácia
- Bob Júnior - prefeito
- Ivone Hirta - colono japonês
- Luiz Tokio - colono japonês
- Luzia Yoshizumi - colono japonês
- João Batista de Souza - Zezinho
- Luiz Carlos Antunes
- Aristides Marques Ferreira
- Francisco Bayo
- Cleide Binoto
- Rosalvo Caçador - capanga de Leão
- Maria Helena A. Corrêa
- Durvalino Simões de Souza - capanga de Leão
- Denise Duval
- Cley Militello
- Augusto César Ribeiro - vigia do poço (creditado como Agostinho Ribeiro)
- Armando P. Aquino
- Fábio Vilela Ribeiro - coroinha da igreja (não creditado)